# Buick Century
O nome Century foi usado para modelos de porte grande e médio da Buick.

## Galeria
- Primeira geração (1936-1942)
- Segunda geração (1954-1958)
- Terceira geração (1973-1977)
- Quarta geração (1978-1981)
- Quinta geração (1982-1996)
- Sexta geração (1997-2005)